# Farkasalmafélék
A farkasalmafélék (Aristolochiaceae) családja a hagyományos rendszertanok szerint a farkasalmák (Aristolochiales) rendjének egyetlen családja körülbelül 700 fajjal. Az APG-rendszer a borsvirágúak (Piperales) rendjébe helyezi a családot.

Lágyszárúak és fásodó szárú kúszónövények. Leveleik osztatlanok, ép szélűek; levélállásuk szórt.
Virágtakarójuk trimer, virágaik szerkezete ciklikus. A termők, illetve a porzók összenőhetnek.
Magházuk alsó állású, szinkarp. Termésük tokszerű áltermés.
Európában két nemzetsége fordul elő, az Aristolochia és az Asarum. Hazánkban e két nemzetség egy-egy fajjal képviselteti magát:
- közönséges farkasalma (Aristolochia clematitis)
- kereklevelű kapotnyak (Asarum europaeum)

Kertekben olykor találkozhatunk a pipavirág (Aristolochia durior) egyedeivel; ez egy magasra növő kúszócserje, hatalmas, vese alakú levelekkel és pipaszerűen görbült, bíborbarna szélű virágokkal.

## Rendszertani felosztásuk
A család nemzetségeit 3 alcsaládba vonják össze:
- farkasalmaformák (Aristolochioideae) alcsalád két nemzetséggel:
  - farkasalma (Aristolochia),
  - Thottea;

- kapotnyakformák (Asaroideae) alcsalád három nemzetséggel:
  - kapotnyak (Asarum)
  - Hexastylis
  - Saruma;

- Hydnoroideae alcsalád (korábban Hydnoraceae család) két nemzetséggel:
  - Hydnora,
  - Prosopanche.